# Глухая ретрофлексная аффриката
Глуха́я ретрофле́ксная аффрика́та — один из согласных звуков, встречающийся в ряде языков мира, распространённых, главным образом, в регионах Восточной Европы, Центральной и Восточной Азии, а также Центральной и Южной Америки.
В Международном фонетическом алфавите (МФА) обозначается знаком ʈ͡ʂ (иногда — tʂ), в системе X-SAMPA — ts`.
Входит в систему консонантизма некоторых западных говоров астурийского языка — отмечается на месте бокового палатального сонанта ʎ, изменившегося в [ʈʂ] в процессе йеизма. Для его обозначения используется знак ḷḷ (che vaqueira), которому в стандартном языке соответствует диграф ll. Также согласный ʈʂ характерен для языка бурушаски, баскского языка, некоторых памирских, дардских и монгольских языков, для языков кечуа и пано-таканских языков. Сравнительно широко представлен в финно-угорских, а также в китайском и других сино-тибетских языках. Аспирированный вариант ʈʂʰ встречается в абхазском, в бурушаски, в дардских языках торвали и шина, в монгольских дунсянском, монгорском и даурском языках, а также в ряде сино-тибеских языков, включая китайский.
Ряд исследователей отмечает глухую ретрофлексную аффрикату в системах согласных славянских языков. Как ретрофлексные ʈʂ, ʂ, ʐ рассматривают постальвеолярные аффрикаты и фрикативные в польском языке. Ретрофлексной является постальвеолярная аффриката также в лемковском варианте русинского языка, в сербохорватском и словацком языках. В некоторых позициях в слове аффриката ʈʂ отмечается, кроме того, в русском языке.

## Характеристика
Глухая ретрофлексная аффриката выделяется следующими характеристиками:
- по способу образования: аффриката (сочетание взрывного ʈ и фрикативного ʂ) — образуется при раскрытии смычки (затвора) во время прохождения воздушной струи по речевому тракту (взрывная фаза), при этом артикулирующие органы раскрываются не полностью и между ними сохраняется некоторое сужение (щелевая шипящая фаза);
- по месту образования: переднеязычный постальвеолярный[англ.] ретрофлексный — образуется при активной артикуляции передней части спинки языка, при которой она, загнутая вверх и назад, находится вблизи или касается задней стороны альвеолярного отростка;
- по типу фонации: глухой — образуется при разведении голосовых связок, не участвующих в артикуляции;
- по положению мягкого нёба: ртовый — образуется при поднятом мягком нёбе, закрывающем проход воздуха в полость носа;
- по относительной силе шумовых составляющих[англ.]: шумный — образуется при преобладании шумовых составляющих над тоном;
- по месту прохождения воздушной струи: срединный[англ.] — образуется при прохождении воздушной струи вдоль полости рта;
- по способу формирования воздушного потока: пульмонический — образуется на вдохе или выдохе, совершаемом лёгкими.

## Примеры
| язык            | язык                          | слово           | МФА                       | значение         | примечание |
| --------------- | ----------------------------- | --------------- | ------------------------- | ---------------- | --- |
| адыгейский      | адыгейский                    | чъыгы           | МФА: [t͡ʂəɣə]о файле       | «дерево»         | в адыгейской системе консонантизма отмечается также абруптивная ʈʂʼ: чӀыфэ «долг», см. статью Адыгейская фонология |
| астурийский     | некоторые западные говоры     | ḷḷobu           | [ʈ͡ʂoβu]                   | «волк»           | соответствует /ʎ/ в стандартном астурийском |
| вьетнамский     | вьетнамский                   | trà             | [ʈ͡ʂaː˨˩]                  | «чай»            | в речи части носителей языка, см. статью Вьетнамская фонология |
| кечуа           | кахамарка-каньярис            | chupa           | [ʈ͡ʂupə]                   | «хвост»          | |
| китайский       | севернокитайский              | 中文 / zhōngwén | МФА: [ʈ̺͡ʂ̺ʊŋ˥ u̯ən˧˥]о файле | «китайский язык» | апикальный, противопоставлен аспирированному ʈʂʰ, см. статью Фонология севернокитайского языка |
| мапуче          | мапуче                        | trafoy          | [ʈ͡ʂa.ˈfoj]                | «он сломан»      | противопоставлен постальвеолярной аффрикате t͡ʃ: chafoy [t͡ʃa.ˈfoj] «он/она прокашлял/прокашляла» |
| носу            | носу                          | ꍈ / zha        | [ʈ͡ʂa˧]                    | «немного»        | противопоставлен аспирированному варианту |
| польский        | литературный                  | czas            | МФА: [ˈʈ͡ʂäs̪]о файле       | «время»          | трактуется как ретрофлексный, в частности, С. Хаманном, описывается как ламинальный ʈ̻ʂ̻, рассматривается также как постальвеолярная аффриката t͡ʃ (или транскрибируется при помощи этого знака), см. статью Польская фонология |
| польский        | юго-восточные куявские говоры | czyna           | [ˈʈ͡ʂɨn̪ä]                  | «цена»           | в речи части носителей говоров как результат гиперкоррекции при избавлении от мазурения (смешения /ʈ͡ʂ/ и /t͡s/ в [t̪͡s̪]) |
| польский        | сувалкские говоры             | czyna           | [ˈʈ͡ʂɨn̪ä]                  | «цена»           | в речи части носителей говоров как результат гиперкоррекции при избавлении от мазурения (смешения /ʈ͡ʂ/ и /t͡s/ в [t̪͡s̪]) |
| русинский       | лемковский                    | печы            | [ˈpe̞ʈ͡ʂɯ̞]                  | «печь»           | см. статью Фонетика и фонология лемковского литературного языка |
| русский         | русский                       | лу́чше           | МФА: [ˈɫuʈ͡ʂʂə]о файле     |                  | твёрдый аллофон /t͡ɕ/, см. статью Русская фонетика |
| северный цян    | северный цян                  | zhes            | [ʈ͡ʂəs]                    | «позавчера»      | противопоставлен аспирированному и звонкому вариантам |
| сербохорватский | сербохорватский               | чеп / čep       | [ʈ͡ʂe̞p]                    | «пробка»         | апикальный, реализуется также как [ʃ] в зависимости от диалекта, см. статью Сербохорватская фонология |
| словацкий       | словацкий                     | čakať           | [ˈʈ͡ʂäkäc]                 | «ждать»          | часто реализуется как апикальный, для обозначения обычно используется знак t͡ʃ см. статью Словацкая фонология |
| торвали         | торвали                       | ڇووو            | [ʈ͡ʂuwu]                   | «шить»           | противопоставлен аспирированному варианту |
| хантыйский      | восточные диалекты            | ҷӓңҷ            | [ʈ͡ʂaɳʈ͡ʂ]                  | «колено»         | соответствует /ʂ/ в северных диалектах |
| хантыйский      | южные диалекты                | ҷӓңҷ            | [ʈ͡ʂaɳʈ͡ʂ]                  | «колено»         | соответствует /ʂ/ в северных диалектах |